# Svenska Järnvägsverkstäderna
AB Svenska Järnvägsverkstäderna oder kurz ASJ war ein schwedisches Maschinenbau-Unternehmen, das vor allem Schienenfahrzeuge und Flugzeuge herstellte. In der Produktpalette waren zudem Kraftfahrzeuge, Wärmetauscher, Heizkessel und Karosserien für Omnibusse enthalten.
Die Firma bestand von 1907 bis 1972. 1973 wurde Svenska Järnvägsverkstäderna von Hägglund & Söner übernommen.

## Geschichte
ASJ wurde 1907 in Linköping von den Brüdern Carl Johan und Erland Uggla gegründet, die zuvor in Södertelge Verkstäder beschäftigt waren. Das Unternehmen erwarb 1918 die Arlöfs Mekaniska Verkstad & Waggonfabrik in Arlöv sowie die Vagn- & Maskinfabriksaktiebolaget Falun in Falun. In Arlöv wurden in der Folge Kraftfahrzeuge gebaut, in Falun (ASJ-F) der Bau von Schienenfahrzeugen fortgesetzt.
Nach einem Reklameblatt für den Triebwagen X6 in der Zeitschrift Järnvägs-Teknik hatte AB Svenska Järnvägsverkstäderna Fertigungsstätten in Falun (Lokomotiven), Arlöv (Güterwagen), Linköping (Schienenbusse), Katrineholm (Busse) und Gävle (Güterwagen).
Gegen Ende der 1960er Jahre war die Nachfrage nach Schienenfahrzeugen und Straßenbahnen schwach, damit begann die Liquidation des Unternehmens. Trotz der Versuche mit einer Motorboot-Fertigung beendet ASJ die Produktion in Linköping 1972/1973. Mit der Abwicklung der Firma wurde ASJ-F an Hägglund & Söner in Örnsköldsvik verkauft, der den Schienenfahrzeugbau in Falun weiterführte.

## Flugzeugbau

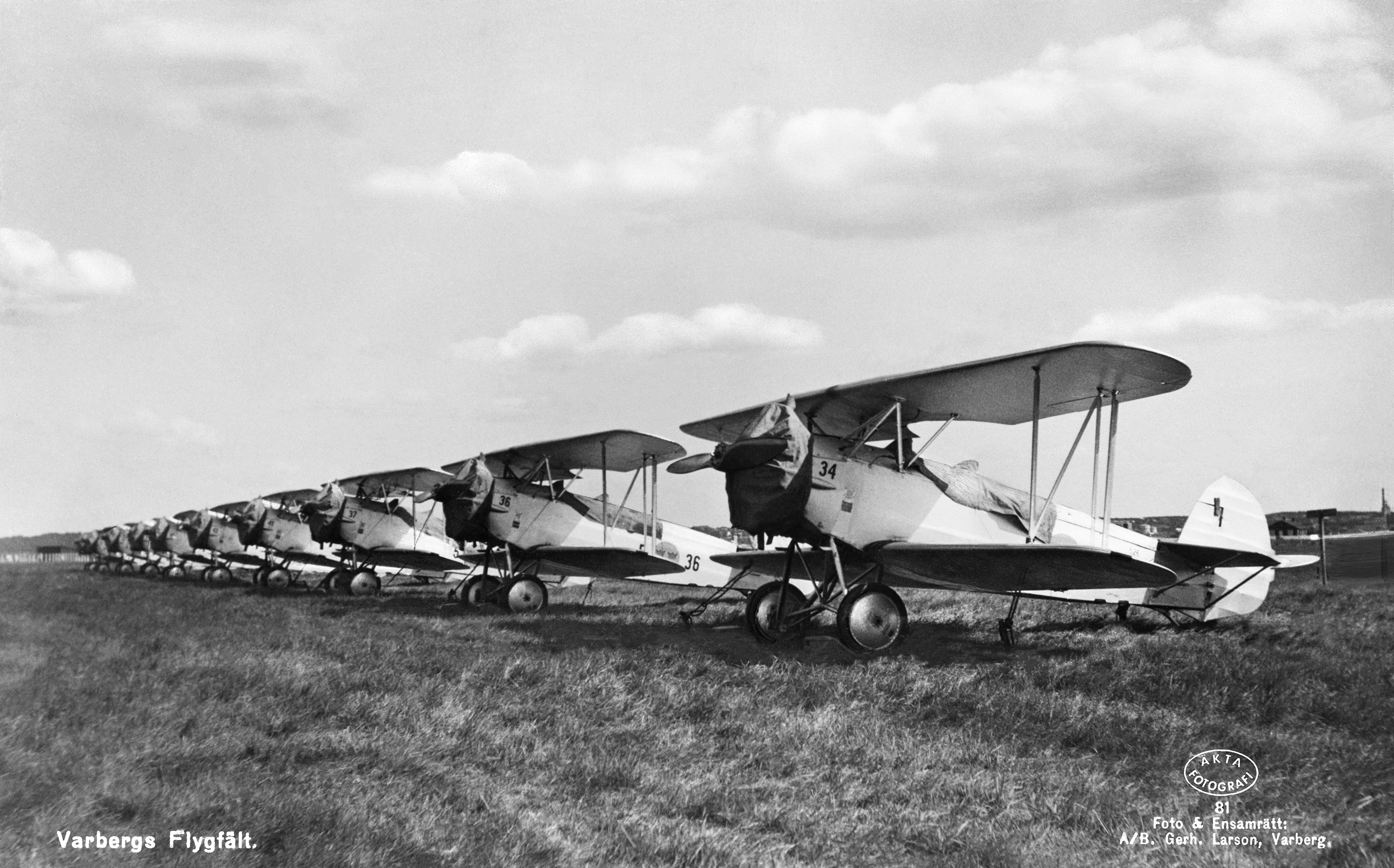
Von ASJA in Linköping als SK 10 für die schwedischen Luftstreitkräfte gebaute RK 26 „Tigerschwalben“ auf dem Flugplatz Varberg

Durch den Zusammenschluss der Tochtergesellschaft von ASJ, der AB Svenska Järnvägsverkstädernas Aeroplanavdelning (ASJA), mit Svenska Flygmotor AB entstand 1937 Svenska Aeroplanaktiebolaget (SAAB), später kurz als Saab AB bezeichnet. Nach der Ausgliederung von Saab Automobile AB ist Saab seit 2000 ein Flugzeug- und Rüstungskonzern.

## Straßenfahrzeuge
1947 hatte ASJ durch den Kauf von Svenska Karosseri Verkstäderna in Katrineholm dort eine Fertigungsstätte, in der zuerst Minen für die Marine gebaut wurden. 1954 begann die Produktion von Bussen. Ab 1960 entstanden einige Automobile. Etwa 1966 endete die Produktion.

### Busse
Der erste Omnibus entstand 1954 in Zusammenarbeit mit der Betriebsgesellschaft Linjebuss und war ein Bus für den Überlandverkehr.

### Automobile
Das einzige Modell ASJ Sixten Sason war ein Sportwagen. Namensgeber war der Industriedesigner Sixten Sason, der bei Saab tätig war. Saab brachte 1965 die zweite Version des Saab Sonett auf den Markt, der auf einem Entwurf von Rolf Mellde basierte. Der ASJ Sixten Sason wird als Vorgänger dieses Modells angesehen.
Die Fabrik in Arlöv produzierte die Kraftfahrzeug-Typen Saab Sonett, Saab 95, Saab 99 und Saab 900.

## Schienenfahrzeuge
Svenska Järnvägsverkstäderna bauten in Falun (ASF-F) von etwa 1918 bis 1920 hauptsächlich Dampflokomotiven der Baureihen SJ B (II) und SJ N für Statens Järnvägar. Ab 1922 folgten bis zur Einstellung der Fertigung 1973 zudem elektrische Lokomotiven der Baureihen SJ Pb, SJ Of, SJ D, SJ Ub, SJ Ha, SJ Hc, SJ M, SJ Öd, SJ F, SJ Za, SJ Da, SJ Dm, SJ Dm3, SJ Ra und SJ Rc, wobei in vielen Fällen nur der mechanische Teil gebaut und der elektrische Teil von Allmänna Svenska Elektriska Aktiebolaget (ASEA) zugeliefert wurde. Dazu kamen neben der Baureihe NSB El 10 für Norges Statsbaner Diesellokomotiven der Baureihen SJ Tp, SJ T2, SJ T3 und SJ T23 sowie zahlreiche Einzelstücke und Kleinserien für Privatbahnen. In den 1950er- und 1960er-Jahren wurden neben Eisenbahnwagen und Lokomotiven Straßenbahnen wie der M28 für die Straßenbahn Göteborg hergestellt. Für Tunnelbanan in Stockholm wurden die U-Bahnwagen der Typen C1 und in Zusammenarbeit mit ASEA dessen Nachfolger C2, C3 und C4 gebaut.
In der Werkstätte in Linköping (ASF-L) wurden zwischen 1953 und 1957 mehrere vierachsige Dieseltriebwagen der Baureihe SJ Y6 gebaut.

## Bootsbau
Folkparca ist ein Motorboot-Typ, der Anfang der 1970er-Jahre ebenfalls von AB Svenska Järnvägsverkstäderna gebaut wurde.

## Produktgalerie
Beispiele von hergestellten Fahrzeugen, wobei einige davon gemeinschaftlich mit anderen Unternehmen wie ASEA gebaut wurden.

### Triebwagen

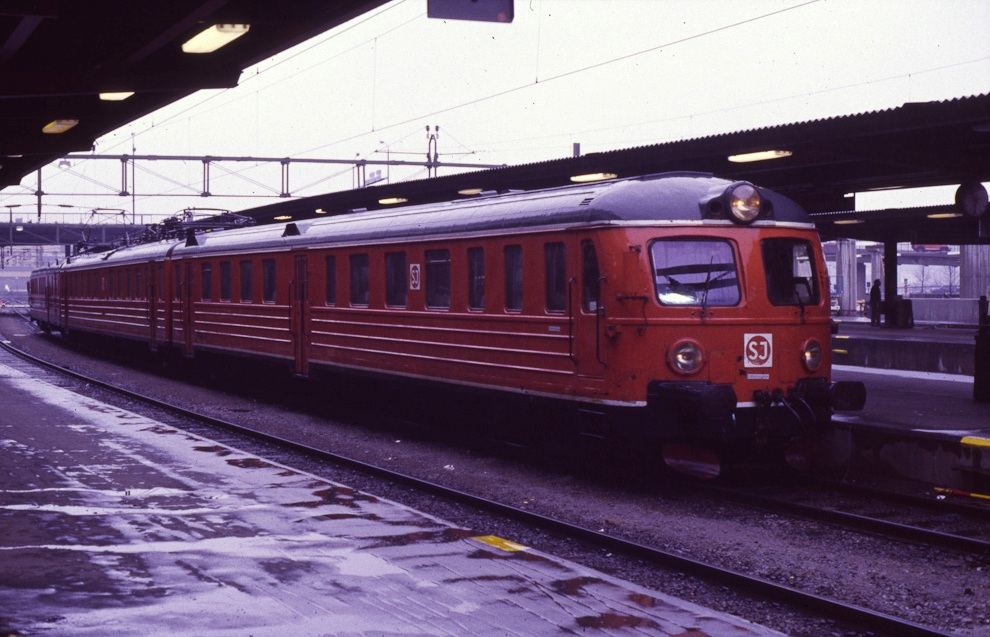
SJ X5, vier Wagenkästen, 1948
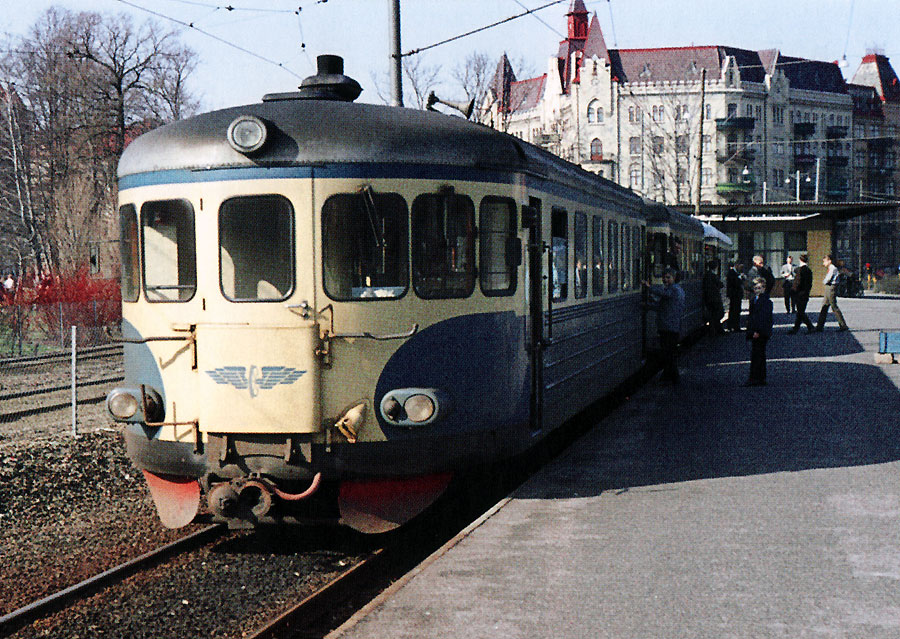
GSJ Y6, fünf Stück, 1954 (GSJ 1–5)
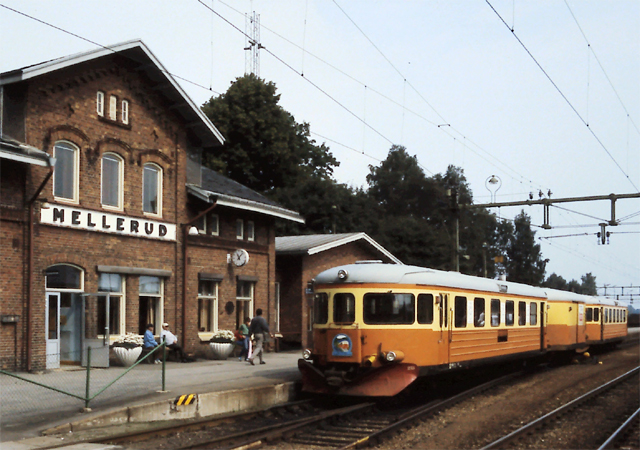
SJ Y7, 45 Stück ab 1958 (SJ 1163–1207)
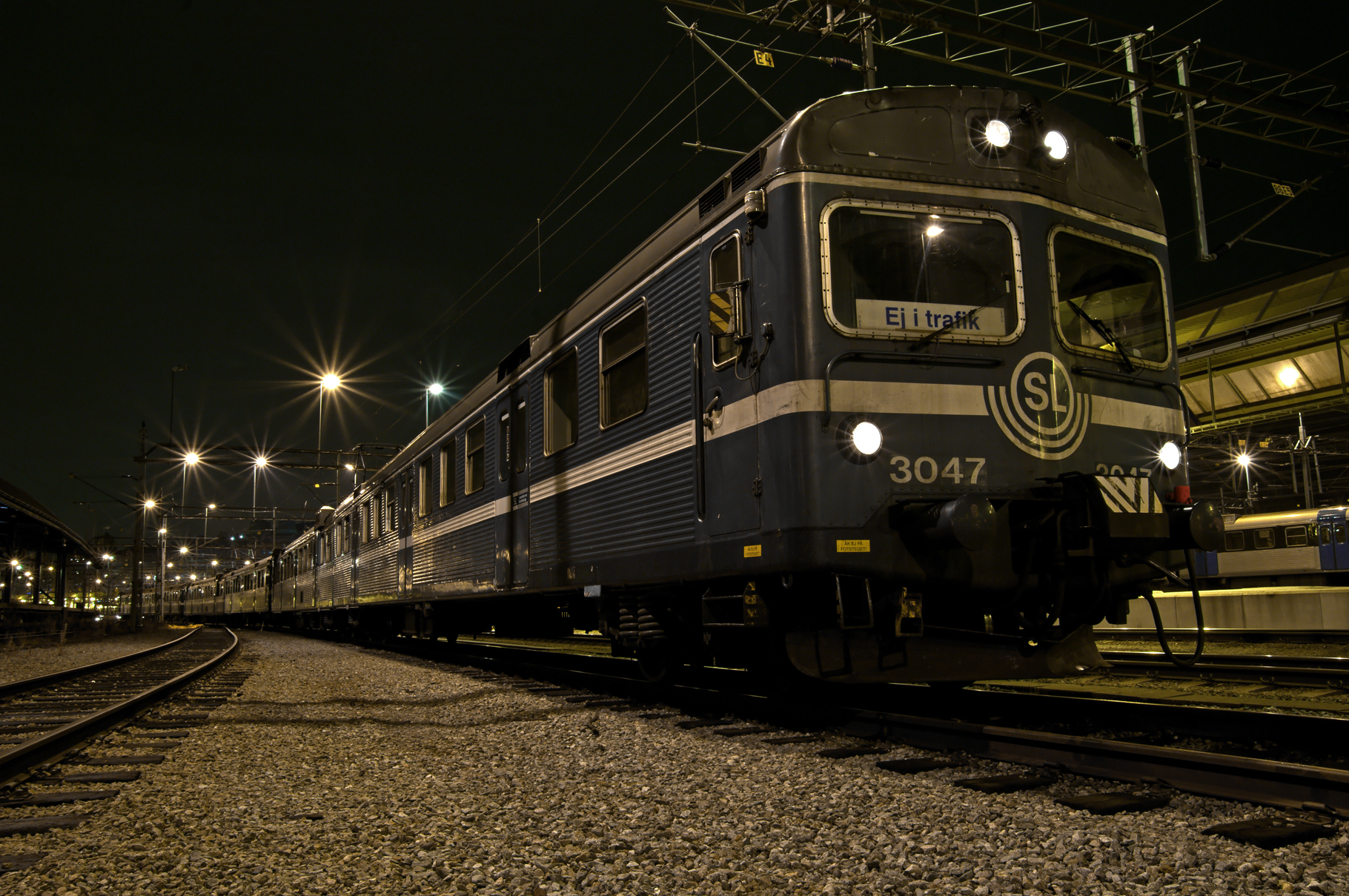
SL X1, 102 Wagenkästen ab 1967 (SJ 3001–3102)

### Personenwagen / Motorboote

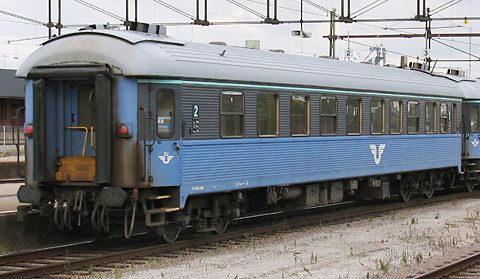
SJ B5, 20 Stück 1967 gebaut (SJ 5116–5135)
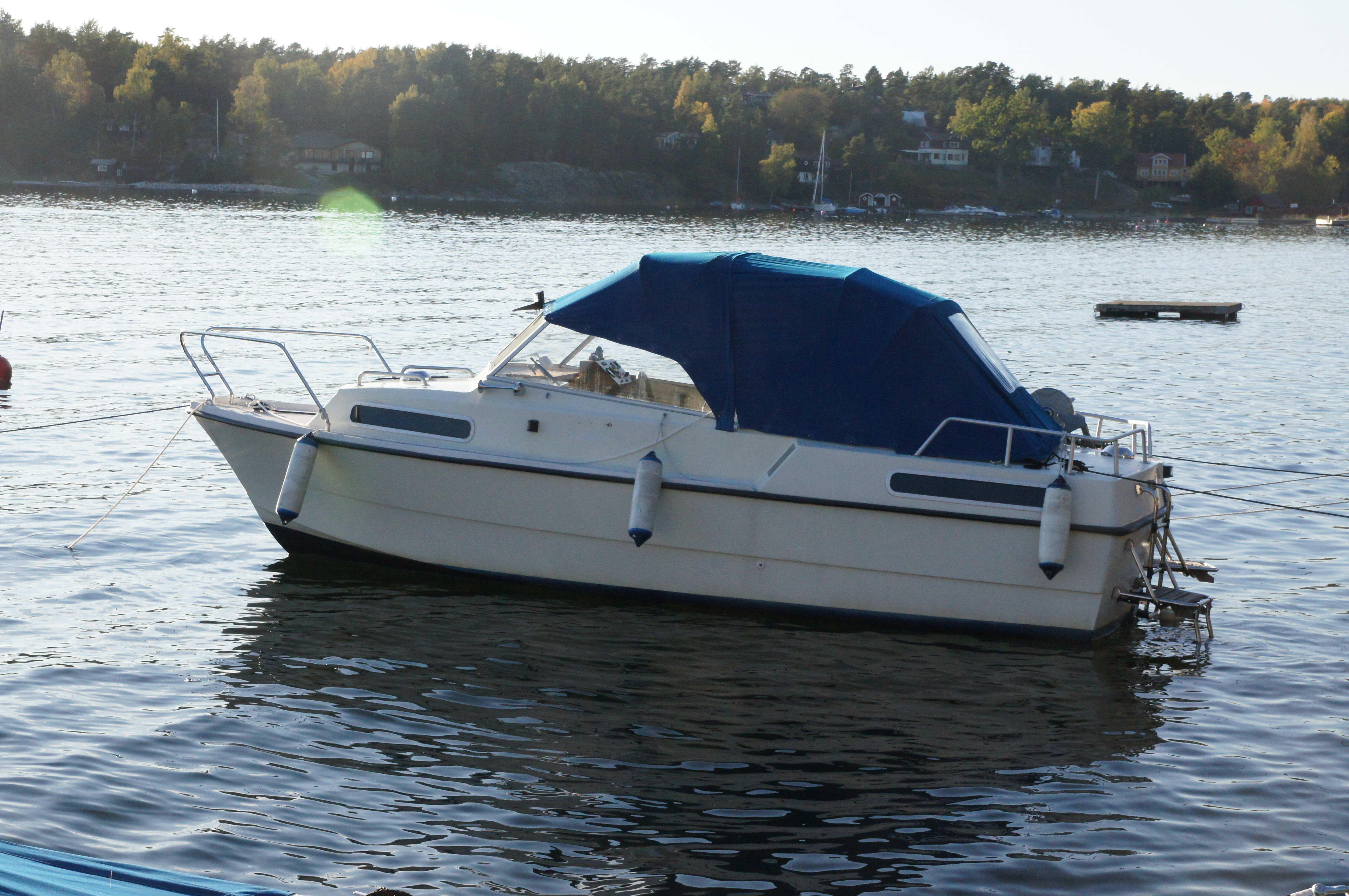
Motorboottyp Folkparca

## AB Nya Svenska Järnvägsverkstäderna, ASJ
Am 11. September 1984 wurde die AB Nya Svenska Järnvägsverkstäderna, ASJ gegründet und mit Sitz in Borlänge in das Firmenregister eingetragen. Die Firma war mit der Vermietung von Industrieanlagen befasst. Am 15. Oktober 2012 endeten die Steuerzahlungen wegen Anmeldung des Konkurses. Dieser Konkurs wurde am 14. Juni 2013 abgeschlossen.